# Ереванский кинофестиваль 2010
7-й Ереванский кинофестиваль «Золотой абрикос» 2010 года — прошёл с 12 по 18 июля в Ереване — столице Республики Армения при содействии Министерства культуры Армении.

## История
Кинофестиваль проходил с 11 июля по 18 июля 2010 года в столице Армении Ереване. Фестиваль этого года был приурочен к 90-летию со дня рождения французского режиссёра армянского происхождения Анри Вернея, в связи с чем его фильм «Майриг» открывал «Золотой абрикос 2010». После показа фильма под бурные аплодисменты на сцене в сопровождении Алана Терзяна появилась исполнительница роли армянской матери — Клаудия Кардинале, позже награждённая премией Параджанова и «Золотой медалью» министерства культуры Армении. На фестивале приуроченному памяти Вернея присутствовали его жена, дочь и сын французский режиссёр Патрик Малакян, последний в конце речи говоря о геноциде армян процитировал отца: 
Что значит быть армянином? - Никогда не забывать
Ведущим церемонии был лауреат «Золотой пальмовой ветви»-2010 за лучший короткометражный фильм «Собачьи истории» режиссёр Серж Аведикян
Незадолго до церемонии открытия в церкви Сурб Зоравар состоялось традиционное освящение символа Армении — абрикоса, после чего перед кинотеатром «Москва» с участием премьер-министра Армении Тиграна Саркисяна, министра культуры Асмик Погосян, мэра города Ереван Гагика Бегларяна и кинозвезды Клаудии Кардинале была открыта «аллея звезд», на которой первыми появились звезды Амо Бекназаряна, Рубена Мамуляна, Сергея Параджанова и Анри Вернея

Фестиваль в 2010 году получил около 500 заявок из 75 стран мира, в том числе, впервые были получены заявки из Иордании, Никарагуа, Венесуэлы, Коста Рики и других. Из поданных заявок было выбрано 120 фильмов. Кинофестиваль как и в предыдущие годы представлял 3 конкурсные программы: игровых фильмов, документальных фильмов, а также армянская панорама. Судили работы пять составов жюри: международное игровое, международное документальное, армянская панорама, а также Фипресси и Экуменическое жюри.

В дни фестиваля состоялось празднование 85-летия режиссёра Генриха Маляна, 80-летия актёров Мгера Мкртчяна и Хорена Абраамяна, 75-летия оператора Альберта Явуряна, 75-летия Армена Джигарханяна и 50-летия канадского режиссёра, председателя фестиваля Атома Эгояна. Впервые «Золотой абрикос» сопровождался джазовыми концертами с участием армянских ансамблей.

В рамках международного кинофестиваля «Золотой абрикос» в Ереване при участии молодых армянских и турецких кинорежиссёров была реализована программа «Давайте снимать фильмы вместе». Программа подразумевала производство совместных короткометражных армяно-турецких фильмов. Программа осуществляется по инициативе международного кинофестиваля «Золотой абрикос» и стамбульской организации «Анадолу Кюлтуре» при финансовом содействии посольства США в Армении.В рамках программы полное финансирование получили проекты Дианы Кардумян «Галатея», рассказывающий об одном зрелище в Стамбуле, и Гора Багдасаряна «Соседи», который посвящён жизни приграничных сел — армянского и турецкого. С турецкой стороны полное финансирование получил проект игрового кино режиссёра Гюленгюль Алтынташ «Не теряйте детей», который рассказывает о жизни находящегося в Стамбуле армянского детского лагеря. Достигнута договоренность о показе совместных армяно-турецких фильмов в 2011 году на международных кинофестивалях в Стамбуле и в Ереване. Турецкие кинорежиссёры Мужде Арслан и Айтар Демиртас в рамках проводимой программы снимут фильм об армянских девушках, которых в годы первой мировой войны похищали, а затем насильно выдавали замуж за турок, как заявил Арслан
Эти женщины впоследствии боялись признаться в том, что они армянки. В моем фильме «Дочки неверных» я попытаюсь передать их трагическую судьбу. Это будет трудно, так как этих женщин уже нет в живых. И их истории можно узнать и восстановить лишь по рассказам их потомков

По словам Айтара Демиртаса, он хочет снять фильм, чтобы темы, долгие годы находящиеся в Турции под запретом, наконец стали достоянием гласности. 
Моя бабушка Асине была армянкой, которую насильно выдали замуж за моего деда в годы первой мировой войны. Эту историю я узнал недавно, и был очень удивлен тем, что у меня есть армянские корни

В числе гостей фестиваля присутствовали афроамериканские режиссёры армянского происхождения братья Аллен и Альберт Хьюз, фильм которых «Книга Илая», вошедший в десятку лидеров американского кинопроката 2010 года был показан в Ереване. По признанию одного из братьев:
Для моих близких мой приезд в Армению означает то же, что и паломничество в Иерусалим
Известные режиссёры за дни проведения кинофестиваля успели посетить ряд культурно-исторических памятников Армении. Говоря о своей матери — армянке по национальности один из братьев отмечал, что несмотря на то, что она не смогла научить их армянскому языку, они с братом отмечают Рождество в армянских традициях с родственниками матери и именно мать поощряла в детях любовь к искусству. Алена Хьюза на столько покорила Армения и армянское гостеприимство, что режиссёр обещал посетить Армению ещё раз, более того по его с словам в Армении он собирается найти себе жену
Бразильский режиссёр армянского происхождения Леон Каков (Левон Шатаревян) отметив разнообразие «Золотого абрикоса» заявил, что планирует показ ретроспективы армянского кино в рамках ежегодного международного кинофестиваля в Сан-Пауло, председателем которого он является
Во время проведения «Золотого абрикоса» 15 июля 2010 года в Армению нанёс государственный визит министр иностранных дел Польши Радослав Сикорский, который за вклад в сближение армяно-польских отношений принял решение наградить почетным знаком «Bene Merito» заместителя министра иностранных дел Армении Карине Казинян и художественного руководителя международного кинофестиваля «Золотой абрикос» Сусанна Арутюнян В этот же день по предложению известного французского кинодеятеля, продюсера армянского происхождения Алана Терзяна было решено создать ассоциацию кинематографистов армянского происхождения всего мира. VII кинофестиваль был примечателен также тем, что в период его работы в число наград фестиваля были введены ещё две премии: «имени Гранта Матевосяна» и «Британского совета»
16 июля 2010 года на фестивале был презентован фотоальбом «Сергей Параджанов. Хроника диалога» грузинского фотохудожника Юрия Мечетова. В фотоальбоме представлены 2096 снимков, которые охватывают 12 лет жизни режиссёра Сергея Параджанова
В рамках проекта «Ереванские премьеры» прошёл показ фильма обладателя главного приза Берлинского кинофестиваля Семиха Капланоглу «Мед», известного польского режиссёра Кшиштофа Занусси «Взаимный визит», «Палата № 6» Карена Шахназарова, и работы других известных режиссёров из разных стран мира. В дни фестиваля прошёл ряд конкурсов, тренингов и мастер классов у таких режиссёров как Клер Дени, Станислав Говорухин и Теодорос Ангелопулос 
В программе Армянская панорама был показан также нашумевший фильм режиссёра Эдгара Багдасаряна «От Арарата до Сиона» На 7-м кинофестивале был учрежден приз «Мастеру своего дела», вручаемый известным режиссёрам — признанным мастерам своего дела. Приз представляет собой серебряную статуэтку в виде абрикоса
Закрыл фестиваль 18 июля 2010 года анимационный фильм Сержа Аведикяна «Собачий остров», получивший в этом году Золотую пальмовую ветвь в Каннах.

### Гости фестиваля о «Золотом абрикосе»
Фридрик Тоур Фридрихссон:
«Золотой абрикос» — единственный плодоносящий фестиваль в мире
Армен Медведев:
 Я благодарен всем людям, взрастившим этот прекрасный плод — «Золотой абрикос»
Кирилл Разлогов:
Фестиваль очень вырос. Особенности его специфики в том, что он не может развиваться как региональный фестиваль Закавказья из-за очень сложных отношений с соседями. Его технология — это регионально-этнический фестиваль, фестиваль армян со всех уголков земного шара. Но хорошо, что он не замыкается на армянской тематике, а превращается в хороший международный фестиваль
Клаудия Кардинале оценивая фестиваль отметила, что армянский фестиваль ей очень понравился: 
…он был хорошо организован, гостей встречают очень тепло, единственная проблема — сильная жара. В Армении мне подарили много книг о культуре и традициях страны, и когда я поеду во Францию, я обязательно прочту их. Также я посмотрю армянские фильмы, некоторые из которых мне удалось посмотреть в рамках фестиваля

## Премия имени Параджанова «за вклад в мировой кинематограф»
- Анри Верней (Франция) (посмертно)
- Теодорос Ангелопулос (Греция)
- Клаудия Кардинале (Италия)

## Премия «Мастер»
- Клер Дени (Франция)
- Фридрик Тоур Фридрихссон (Исландия)
- Станислав Говорухин (Россия)

## Жюри конкурса

###### в номинации лучший игровой фильм
- Фридрик Тоур Фридрихссон (Исландия) председатель
- Роб Нильсон (США)
- Леон Каков (Бразилия)
- Сергей Лаврентьев (Россия)
- Семих Капланоглу (Турция)

###### в номинации лучший документальный фильм
- Лучано Барисоне (Италия) председатель
- Барабара Лорей де Лашарье (франция)
- Владимир Алеников (Россия)
- Эдуард Вайнтроп (Швейцария)
- Ара Ширинян (Армения)

###### в номинации «Армянская панорама»
- Армен Медведев (Россия) председатель
- Рафаэль Котанджян (Армения)
- Вреж Петросян (Армения)
- Джеки Нерсесян (Франция)
- Ваграм Мартиросян (Армения)
- Нарек Товмасян (Армения)

###### в номинации приза Международной федерации кинопрессы (ФИПРЕССИ)
- Гуннар Бергдаль (Швеция)
- Маргрет Колер (Германия)
- Давид Мурадян (Армения)

###### в номинации приза экуменического жюри
- Жанна Урицио (Италия)
- Марек Лис (Польша)
- отче Геворг Сароян (Армения)

## Победители и лауреаты конкурса

### Лучший игровой фильм
ГРАН ПРИ — ЗОЛОТОЙ АБРИКОС
- «Космос» — Реа Эрдем (Турция)

специальный приз жюри — серебряный абрикос
- /  /  «Счастье моё» — Сергей Лозница (Украина / Германия / Нидерланды)

### Лучший документальный фильм
ГРАН ПРИ — ЗОЛОТОЙ АБРИКОС
- «Вдвоём» — Павел Костомаров (Россия)

специальный приз жюри — серебряный абрикос
- /  «Женщина с пятью слонами» — Вадим Ендрейко (Германия / Швейцария)

### Лучший фильм «Армянской панорамы»
ГРАН ПРИ — ЗОЛОТОЙ АБРИКОС
- «Последний канатоходец Армении» — Арман Ерицян и Инна Саакян (Армения)

специальный приз жюри — серебряный абрикос
- /  «Здесь, внизу» — Комс Шахбазян (Бельгия / Франция)

Специальное упоминание жюри
- «Дядя Валя» — Николай Давтян (Армения)

## Другие призы
Приз Международной федерации кинопрессы (ФИПРЕССИ)
- «В пути» — Ясмила Жбанич (Сербия)

Приз экуменического жюри
- «Не смотри в зеркало» — Сурен Бабаян (Армения)

Специальный диплом жюри
- «Как я провел этим летом» — Алексей Попогребский (Россия)

Приз «имени Гранта Матевосяна»
- «Лернаван» — Марат Саргсян (Армения)

Приз «Британского совета»
- «Лернаван» — Марат Саргсян (Армения)